# E008
|  | No s'ha de confondre amb E08. |

La ruta europea E008 és una carretera que forma part de la Xarxa de carreteres europees. Comença a Duixanbe (Tadjikistan) i finalitza a la frontera de la Xina. Té una longitud de 700 km i una orientació de nord a sud.